# Coraline (filme)
Coraline (bra: Coraline e o Mundo Secreto; prt: Coraline e a Porta Secreta) é um filme de animação stop-motion estadunidense de 2009, do gênero fantasia, escrito e dirigido por Henry Selick e baseado no livro de mesmo nome do Neil Gaiman.

## Enredo
Coraline Jones tem que se adaptar à vida nos apartamentos do Palácio Rosa, uma antiga casa em Ashland, Oregon, depois de se mudar de Pontiac, Michigan. Seus pais que ficam em casa, Charlie e Mel, têm que trabalhar e ignorá-la. Ela cruza com um gato preto e Wyborne (ou "Wybie"), neto da senhoria, que lhe deixa um sósia de boneca de pano. Ele leva Coraline a uma pequena porta com uma parede de tijolos atrás dela. Naquela noite, um rato saltitante leva Coraline de volta à porta, agora um portal que leva ao Outro Mundo, um universo alternativo onde os sósias de olhos de botão de seus pais a esbanjam de comida e atenção.
Ao acordar, Coraline voltou ao mundo real. Wybie conta como sua tia-avó desapareceu. Coraline conhece os outros moradores do Palácio Rosa: no andar de cima, o Incrível Bobinsky, um excêntrico síndico russo que virou ginasta e dono de um circo de ratos; e no andar de baixo, as artistas burlescas aposentadas April Spink e Miriam Forcible.  Forcible e Spink (que lê folhas de chá para Coraline) a alertam sobre o Outro Mundo.

Coraline volta no entanto propositalmente atraindo os ratos saltadores com queijo e vê que seu Outro Pai tem um jardim maravilhoso. O Outro Wybie, que é mudo, a acompanha para ver os ratos de circo dançantes do Outro Bobinsky. Quando Coraline retorna novamente ao Outro Mundo, desta vez durante o dia, o gato diz a ela que pode atravessar os dois mundos. Ela assiste a apresentação de Spink e Forcible. Depois, a Outra Mãe se oferece para deixá-la ficar permanentemente se ela tiver botões costurados sobre seus olhos, o que horroriza Coraline. Ela tenta desesperadamente adormecer e mesmo depois de acordar permanece no Outro Mundo. Quando ela tenta escapar de volta pela porta de seu mundo, a Outra Mãe se transforma em uma forma aracnídea e a aprisiona, jogando-a em um espelho que leva a um quarto escuro.

Lá, três crianças fantasmas, incluindo a tia-avó de Wybie, contam a Coraline como a Beldam (a Outra Mãe) usou os bonecos de pano para espioná-los. Depois de costurar botões sobre os olhos, Beldam devorou suas almas. Coraline pode libertá-los recuperando as essências de suas almas, presas nos "olhos" das crianças fantasmas. Depois de prometer ajudá-los, o Outro Wybie a ajuda a voltar para casa.

A Beldam sequestrou seus pais, forçando Coraline a retornar ao Outro Mundo com uma ponteira ouija da Sra. Spink. O gato sugere que Coraline proponha um jogo: se ela conseguir encontrar seus pais e os três "olhos", a Beldam os deixará todos livres; caso contrário, Coraline finalmente aceitará a oferta de Beldam. À medida que Coraline encontra cada "olho", partes do Outro Mundo ficam sem vida à medida que toda a dimensão se desintegra gradualmente. Durante a busca, Coraline encontra as roupas que o Outro Wybie estava usando em um mastro de bandeira, dando a entender que a Beldam o matou por ajudá-la a escapar antes

Beldam assumiu sua forma final. O fantasma da tia-avó de Wybie avisa que Beldam não vai honrar sua barganha. Coraline a engana para abrir a porta para o mundo real, alegando que os pais de Coraline estão por trás disso. Coraline joga o gato nela e pega o globo de neve com seus pais presos, e o gato arranca os olhos de Beldam. Como último recurso, Beldam cria uma teia de aranha gigante no chão. Coraline escapa por pouco pela porta, decepando a mão de Beldam.
O globo de neve em casa é quebrado e Coraline reencontra seus pais. Eles não se lembram da provação, mas tendo terminado sua escrita, eles são agradáveis para Coraline. Sua mãe compra as luvas que ela sempre quis e eles planejam uma festa no jardim. Naquela noite, os fantasmas libertos avisam Coraline que o Beldam está tentando pegar a chave da pequena porta. Quando Coraline vai até o poço para se livrar dele, a mão decepada de Beldam a ataca, tentando puxá-la de volta para a pequena porta da casa. Wybie vem em socorro e destrói a mão com uma grande pedra, para que eles possam finalmente se livrar da chave. No dia seguinte, todos os moradores dos apartamentos do Palácio Rosa vêm para a festa. Wybie traz sua avó, para que Coraline possa revelar o destino de sua irmã desaparecida.

## Elenco (vozes)
- Dakota Fanning	... 	Coraline Jones. No Brasil, Lina Mendes.[4][5]
- Teri Hatcher	... 	Mel Jones (mãe de Coraline) / Bela Dama ou Outra Mãe. No Brasil, Mônica Rossi.[5]
- John Hodgman	... 	Charlie Jones (pai de Coraline) / Outro Pai. No Brasil, Eduardo Borgerth.[5]
  - John Linnell	... 	voz do Outro Pai durante música. No Brasil, Eduardo Borgerth.
- Jennifer Saunders	... 	April Spink. No Brasil, Juraciara Diácovo.[5]
- Dawn French	... 	Mirian Forcible. No Brasil, Geise Vidal.[5]
- Keith David	... 	Gato. No Brasil, Mauro Ramos.[6][5]
- Robert Bailey Jr.	... 	Wyborne "Wybie" Lovat. No Brasil, Gustavo Nader.[5]
- Ian McShane	... 	Sergei Alexander Bobinsky. No Brasil, Issac Bardavid.[5]
- Carolyn Crawford	... 	Mrs. Lovat

## Recepção
Coraline chegou a faturar mais de 16 milhões de dólares no fim de semana de estreia e foi indicado ao Oscar de melhor filme de animação.
No site agregador de críticas Rotten Tomatoes, 90% das 269 resenhas dos críticos são positivas. O consenso diz: "Com a sua vívida animação stop motion combinada com história imaginativa de Neil Gaiman, Coraline é um filme visualmente deslumbrante e maravilhosamente divertido".

## Prêmios e indicações
| Prêmio            | Categoria                | Resultado |
| ----------------- | ------------------------ | --------- |
| Oscar 2010        | Melhor filme de animação | Indicado  |
| Golden Globe 2010 | Melhor filme de animação | Indicado  |